# Zbigniew Węglarz
Zbigniew Węglarz (ur. 5 sierpnia 1914, zm. 8 stycznia 2007) – polski komandor podporucznik i morski oficer pokładowy niszczycieli, kapitan żeglugi wielkiej. Podczas II wojny światowej służył na okrętach jako oficer broni podwodnej. W latach 1948–1950 dowodził ORP „Błyskawica”. W okresie stalinizmu w Polsce był represjonowany, następnie został zrehabilitowany. Od 1958 roku przez dwadzieścia lat pływał na stanowiskach oficerskich i kapitańskich we flocie handlowej. Kawaler Orderu Odrodzenia Polski.

## Wykształcenie
Zbigniew Węglarz urodził się 5 sierpnia 1914 roku w Krakowie, jako jedyne dziecko w nauczycielskiej rodzinie Stanisława i Zofii z Sękarów. Ojciec Stanisław, absolwent Wydziału Filozoficznego Uniwersytetu Jagiellońskiego z 1903 roku, zginął podczas I wojny światowej. W 1921 roku matka Zofia wraz z synem wyjechała na kilka lat do Francji, gdzie uczyła dzieci polskich górników w Auchel. Po powrocie do Krakowa Zbigniew Węglarz pobierał nauki w szkole powszechnej, a później uczęszczał do matematyczno-przyrodniczego Gimnazjum im. Hoene-Wrońskiego. Kiedy zdał maturę chciał podjąć naukę w płatnej Państwowej Szkole Morskiej w Gdyni, jednakże ze względu na status materialny rodziny okazało się to niemożliwe.
W lipcu 1933 roku został przyjęty na Wydział Morski Szkoły Podchorążych Marynarki Wojennej w Toruniu. Podczas nauki odbył rejs na szkunerze szkolnym ORP „Iskra” w rejon Morza Śródziemnego i Norwegii (maj – wrzesień 1934 roku). 15 października 1936 roku otrzymał promocję oficerską. Także w 1936 roku, wraz z pozostałymi nowo promowanymi oficerami Marynarki Wojennej był przedstawiony prezydentowi Ignacemu Mościckiemu i marsz. Polski Edwardowi Śmigłemu-Rydzowi na Zamku Królewskim w Warszawie. W trakcie późniejszej służby ukończył siedem kursów specjalistycznych, w tym III Kurs Oficerów Broni Podwodnej (2 października 1938 roku – 30 czerwca 1939 roku).

## Służba wojskowa
Po zaliczeniu kursu aplikacyjnego dla podporuczników marynarki wyznaczono go na pierwsze stanowisko służbowe – dowódcy plutonu – w Kadrze Floty w Gdyni. W okresie od 2 maja 1937 roku do 26 kwietnia 1938 roku pływał na transportowcu ORP „Wilia” w rejsach szkolnych do Francji i Wielkiej Brytanii oraz po uzbrojenie do Szwecji i Estonii. Następnie był oficerem wachtowym ORP „Iskra”, na pokładzie którego uczestniczył w podróży do Dubrownika, Korfu, Casablanki i na Azory. Przez miesiąc, od 5 kwietnia 1939 roku zajmował stanowisko oficera wachtowego na trałowcu ORP „Czajka”, po czym objął funkcję oficera broni podwodnej niszczyciela ORP „Burza”. Na pokładzie „Burzy” opuścił Polskę w ramach realizacji Planu „Peking” w przededniu II wojny światowej. W bitwie o Narwik niszczyciel działał we fiordach Sjöregan i Reisen (30 kwietnia – 10 maja 1940 roku), a po krótkim pobycie w Scapa Flow skierowano go do ewakuacji wojsk z Francji, podczas której został poważnie uszkodzony w rejonie Calais. 26 października jego załoga uratowała 254 rozbitków z RMS „Empress of Britain”, natomiast 16 listopada okręt zderzył się z trałowcem HMS „Arsenal”, w wyniku czego brytyjska jednostka zatonęła. Z dniem 26 listopada 1940 roku Zbigniew Węglarz został I oficerem broni podwodnej na niszczycielu ORP „Błyskawica”, a od lipca do września 1941 roku przebywał w dyspozycji Komendanta Uzupełnień Floty kmdr por. Ludwika Ziembickiego z wyznaczeniem na komendanta Obozu Szkolnego w Bickleigh. Potem był I oficerem broni podwodnej ORP „Burza” w trakcie remontu.

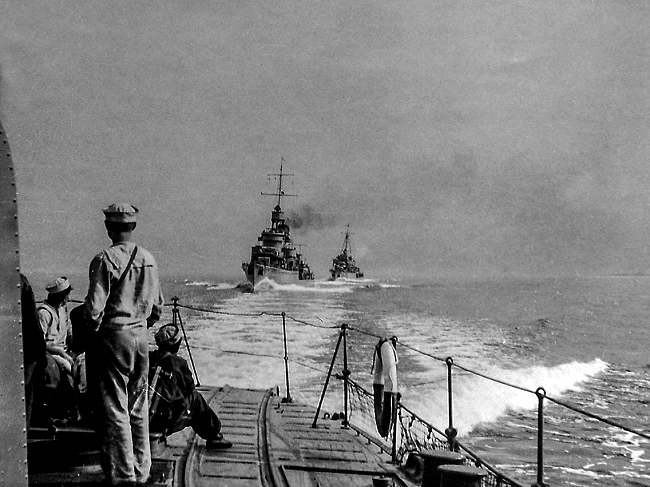
Dywizjon niszczycieli podczas realizacji Planu „Peking”. Widok z rufy ORP „Błyskawica” na ORP „Grom” i „Burza”.

18 stycznia 1942 roku objął stanowisko I oficera broni podwodnej niszczyciela ORP „Piorun”, na którym brał udział w konwojach na Oceanie Atlantyckim, Morzu Północnym i do Gibraltaru, Operacji „Husky” oraz działaniach na Morzu Śródziemnym i przeciw „Tirpitzowi”. Wyokrętowano go 12 maja 1944 roku, wskutek zatargu z zastępcą dowódcy okrętu kpt. mar. Wieńczysławem Konem. Po krótkim pobycie w dyspozycji szefa Kierownictwa Marynarki Wojennej wiceadm. Jerzego Świrskiego, rozpoczął służbę w Szkole Podchorążych Marynarki Wojennej w Okehampton jako wykładowca broni podwodnej i oficer kursowy Szkoły Podchorążych Rezerwy Marynarki Wojennej. 9 grudnia 1944 roku został oficerem flagowym specjalistą broni podwodnej w Komendzie Morskiej „Południe” w Plymouth i pełnił tę funkcję do momentu rozwiązania Marynarki Wojennej w ramach Polskich Sił Zbrojnych na Zachodzie.
Od 28 grudnia 1946 roku przebywał w obozach repatriacyjnych, a 21 marca 1947 roku zarejestrował się w Konsulacie Generalnym Rzeczypospolitej Polskiej w Londynie w celu powrotu do Polski. Wyznaczono go do grupy kmdr. ppor. Bolesława Romanowskiego z przeznaczeniem na zastępcę dowódcy ORP „Błyskawica”. W dniach 1–4 lipca przeszedł na pokładzie okrętu z Rosyth do Gdyni, gdzie miało miejsce powitanie przez dowódcę Marynarki Wojennej kontradm. Włodzimierza Steyera. W okresie 5 grudnia 1947 roku – 14 kwietnia 1948 roku kierował Zakładami Broni Podwodnej, następnie powrócił na zastępcę dowódcy ORP „Błyskawica”. Od 21 stycznia 1949 roku do 24 czerwca 1950 roku dowodził „Błyskawicą”, będąc ostatnim przedwojennym oficerem na tym stanowisku.
Został wywieziony z okrętu przez oficerów Głównego Zarządu Informacji Wojska Polskiego pod pozorem wezwania do dowódcy Marynarki Wojennej, który de facto nie wydał zgody na jego aresztowanie. Pomimo torturowania w śledztwie nie przyznał się do winy. Wyrokiem Najwyższego Sądu Wojskowego z dnia 20 listopada 1951 roku skazano go na osiem lat więzienia za zorganizowanie spisku w wojsku. Decyzją Najwyższego Sądu Wojskowego z 19 stycznia 1955 roku został zrehabilitowany i zwolniony po czterech latach i siedmiu miesiącach.
Awansował kolejno na stopnie oficerskie:
- podporucznika marynarki – 1936
- porucznika marynarki – 1940
- kapitana marynarki – 1945
- komandora podporucznika – 1948

## Flota handlowa
20 kwietnia 1955 roku podjął pracę w Polskim Rejestrze Statków, po odbyciu odpowiedniego przeszkolenia został wyznaczony inspektorem Oddziału Wrocławskiego. 21 czerwca 1957 roku zatrudniono go w Polskich Liniach Oceanicznych w Gdyni na stanowisku inspektora bezpieczeństwa i higieny pracy. W latach 1958–1963 pływał u indonezyjskiego armatora Pleni, natomiast w 1964 roku rozpoczął pracę na jednostkach Polskich Linii Oceanicznych i Chipolbroku. W tym okresie był kapitanem drobnicowców MS „Janek Krasicki”, „Nowowiejski” i „Stefan Okrzeja”. Od 27 grudnia 1975 roku do 22 sierpnia 1978 roku dowodził dużymi masowcami amerykańskiej firmy Navicom – MS „Tropwood” oraz MS „Tropwind”, po czym ostatecznie przeszedł na emeryturę.

## Emerytura
Początkowo pozostał w Gdyni, a po pewnym czasie przeniósł się do rodzinnego Krakowa. Jego pasją stała się turystyka górska, często odwiedzał Babią Górę i Turbacz. Zmarł 8 stycznia 2007 roku w Krakowie, został pochowany na cmentarzu Rakowickim. Był żonaty z Jadwigą Garbusińską (ur. 1911, zm. 2004), córką kompozytora muzyki organowej Kazimierza Garbusińskiego. Nie mieli potomstwa.

## Odznaczenia
- Krzyż Kawalerski Orderu Odrodzenia Polski
- Krzyż Walecznych – trzykrotnie
- Medal Morski z trzema okuciami
- Deltagermedaljen (Norwegia)
- War Medal 1939–1945 (Wielka Brytania)
- 1939–1945 Star (Wielka Brytania)
- Italy Star (Wielka Brytania)

## Publikacje
Wielokrotnie publikował na łamach „Biuletynu Historycznego” Muzeum Marynarki Wojennej, „Naszych Sygnałów” oraz „Przeglądu Morskiego”. Napisał m.in. „Wspomnienia o Szkole Podchorążych Marynarki Wojennej w Toruniu” („Nasze Sygnały” 1984 nr 153), „Wspomnienia ze służby na ORP „Burza” w latach 1939–1940” („Biuletyn Historyczny” 1989 nr 11) i „Powrót do Ojczyzny” („Biuletyn Historyczny” 1997 nr 15). Był również autorem relacji z okresu służby wojskowej opracowywanych dla Wydziału Historycznego Marynarki Wojennej oraz wspomnienia o dowódcy ORP „Garland” kmdr. ppor. Marianie Kadulskim. Prowadził anglojęzyczną stronę internetową poświęconą Marynarce Wojennej z okresu II Rzeczypospolitej i II wojny światowej. Ofiarował wiele eksponatów dla Muzeum Marynarki Wojennej w Gdyni, a także Muzeum Azji i Pacyfiku w Warszawie. Wybór jego opowiadań autobiograficznych został wydany w formie książki pt. „Niezłomny” w 2011 roku przez Oficynę Wydawniczą FINNA /EAN 9788362913206, ISBN 978-83-62913-20-6/.